# Cousya longitarsis
Cousya longitarsis – gatunek chrząszcza z rodziny kusakowatych i podrodziny rydzenic.
Gatunek ten opisany został po raz pierwszy w 1867 roku przez Carla Gustafa Thomsona pod nazwą Ocyusa longitarsis.
Chrząszcz o wydłużonym, wypukłym ciele długości poniżej 3,6 mm. Z wierzchu ubarwiony jest jasnobrązowo. Na pierwszym członie czułków i czwartym członie głaszczków szczękowych brak jest modyfikacji. Głowa ma skronie o pełnych, silnie zaznaczonych, sięgających do przednich brzegów oczu krawędziach. Przedplecze ma wszystkie włoski na linii środkowej skierowane ku tyłowi, a krawędzie pozbawione rzucających się w oczy szczecinek. Na głowie i przedpleczu nie występuje grube punktowanie. Pokrywy nie mają włosków skierowanych ku przodowi czy na boki. Odnóża są mocno wydłużone. Te tylnej pary odznaczają się stopami dorównującymi długością goleniom. Punktowanie na odwłoku jest wyraźne, choć bardzo drobne.
Owad palearktyczny, europejski, znany z Irlandii, Wielkiej Brytanii, Niemiec, Szwajcarii, Austrii, Włoch, Szwecji, Norwegii, Finlandii, Estonii, Polski, Czech i Białorusi.